# Storozhi Pervye
Storozhi Pervye (del ruso: Сторожи Первые) es un jútor del raión de Staromínskaya del krai de Krasnodar, en Rusia. Está situado en la orilla izquierda del río Sosyka, afluente del río Yeya, frente a Západni Sosyk, 14 km al sureste de Staromínskaya y 157 km al norte de Krasnodar, la capital del krai. Tenía 170 habitantes en 2010.
Pertenece al municipio Kúibyshevskoye.